# Minnewaukan
La ville de Minnewaukan est le siège du comté de Benson, dans l’État du Dakota du Nord, aux États-Unis. Sa population, qui s’élevait à 224 habitants lors du recensement de 2010, est estimée à 225 habitants en 2019.

## Histoire
Minnewaukan a été fondée en 1884.

## À noter
Bien qu’étant le siège du comté, Minnewaukan n’en est que la troisième ville la plus peuplée.

## Démographie
| Groupe            | Minnewaukan | Dakota du Nord | États-Unis |
| ----------------- | ----------- | -------------- | ---------- |
| Blancs            | 84,8        | 90,0           | 72,4       |
| Amérindiens       | 11,2        | 5,4            | 0,9        |
| Métis             | 3,1         | 1,8            | 2,9        |
| Autres            | 0,9         | 2,8            | 23,8       |
| Total             | 100         | 100            | 100        |
|                   |             |                |            |
| Latino-Américains | 1,3         | 2,0            | 16,7       |

Selon l’American Community Survey, pour la période 2011-2015, 100 % de la population âgée de plus de 5 ans déclare parler l'anglais à la maison.
| 1900 | 1910 | 1920 | 1930 | 1940 | 1950 |
| ---- | ---- | ---- | ---- | ---- | ---- |
| 432  | 510  | 564  | 480  | 521  | 443  |

| 1960 | 1970 | 1980 | 1990 | 2000 | 2010 |
| ---- | ---- | ---- | ---- | ---- | ---- |
| 420  | 496  | 461  | 401  | 318  | 224  |